# Pulaja
En el marco de la mitología hinduista, Pulaja es el nombre de uno de los hijos de la mente de Brahmá (el dios creador, de cuatro cabezas). Se le cuenta como uno de los antiguos Siete Grandes Rishís y como uno de los prayapatis (progenitores de la humanidad); según el Átharva-veda, el Átharva-veda-parisista, los textos pravara, las Leyes de Manu y el Majábharata.
No es mencionado en el Rig-veda (el texto más antiguo de la India, de mediados del II milenio a. C.).
Su primera aparición se encuentra en el Majábharata (texto épico-religioso del siglo III a. C.).

Se sabe que Brahmá tuvo seis hijos espirituales: Marichi, Atri, Anguiras, Pulastia, Pulaja y Kratu.
Majábharata (1.65.3259)

Los siete celebrados rishís ―Marichi, Atri, Anguiras, Pulastia, Pulaja, Kratu, y Vásista de gran energía―, que llegaron a ser conocidos con el nombre de Chitra Sikhandin, unidos en la ladera de la más grande de las montañas ―el monte Meru―, promulgaron un excelente tratado acerca de los deberes y las observancias que son coherentes con los cuatro Vedas.
Majábharata (12.335.21478)

Los nueve ṛṣis (sabios) principales son Marichi, Atri, Anguirá, Pulastia, Pulaja, Kratu, Bhrigú, Vásistha y Átharva.
Bhagavata-purana (3.24.15)

Su esposa se llamaba Kshama, y con ella tuvo tres hijos: Kardama, Arva-Rivat y Sajisnú.

## Nombre sánscrito
- pulaha, en el sistema AITS (alfabeto internacional para la transliteración del sánscrito).[1]
- पुलह, en escritura devanagari del sánscrito.[1]
- Pronunciación:
  - /pulája/ en sánscrito[1] o
  - /puláj/ en varios idiomas modernos de la India (como el bengalí, el hindí, el maratí o el palí).
- Etimología: ‘que destruye pula’[1]
  - pula: anchura, tamaño, extensión
  - pula: erizamiento del pelo
  - pula: nombre de un paso particular de los caballos; según el escoliasta[5] del Sisupala-vadha (5.60).
  - Pula: nombre de un asistente del dios Shiva

### Otros Pulajas
Aparte de Pulaja Ṛṣi existen otros Pulajas:
- Pulaja: un gandharva.[2]
- Pulaja: el nombre de una estrella, según el Jari-vamsa.[1]
- Pulaja: nombre de Shivi; según el Shiva-guita, poema atribuido al Padma-purana.[1]

## Desarrollo del mito
En el Bhagavata-purana (siglo XI d. C.), se le agregaron detalles a los antiguos mitos del Majábharata:

Pulastia fue generado de los oídos de Brahmá, Anguirá de la boca, Atri de los ojos, Marichi de la mente y Pulaja del ombligo de Brahmá.
Bhagavata-purana (3.12.24) 

Gati, la esposa del sabio Pulaja, dio a luz a tres hijos, llamado Karma Srestha, Variián y Sajisnú, quienes fueron grandes sabios. Gati, era la quinta hija del sabio Kardama Muni. Era muy fiel a su esposo, y todos sus hijos fueron tan buenos como él.
Bhagavata-purana (4.1.38)

A pedido de su padre, Pulaja se casó con Gati, una de las hijas de Kardama y Deva Juti.
Tuvieron tres hijos: Karma Srestha, Variamsu, y Sajisnú.
Pulaja construyó un ásram en Haridwar (en el estado de Uttara Khand).

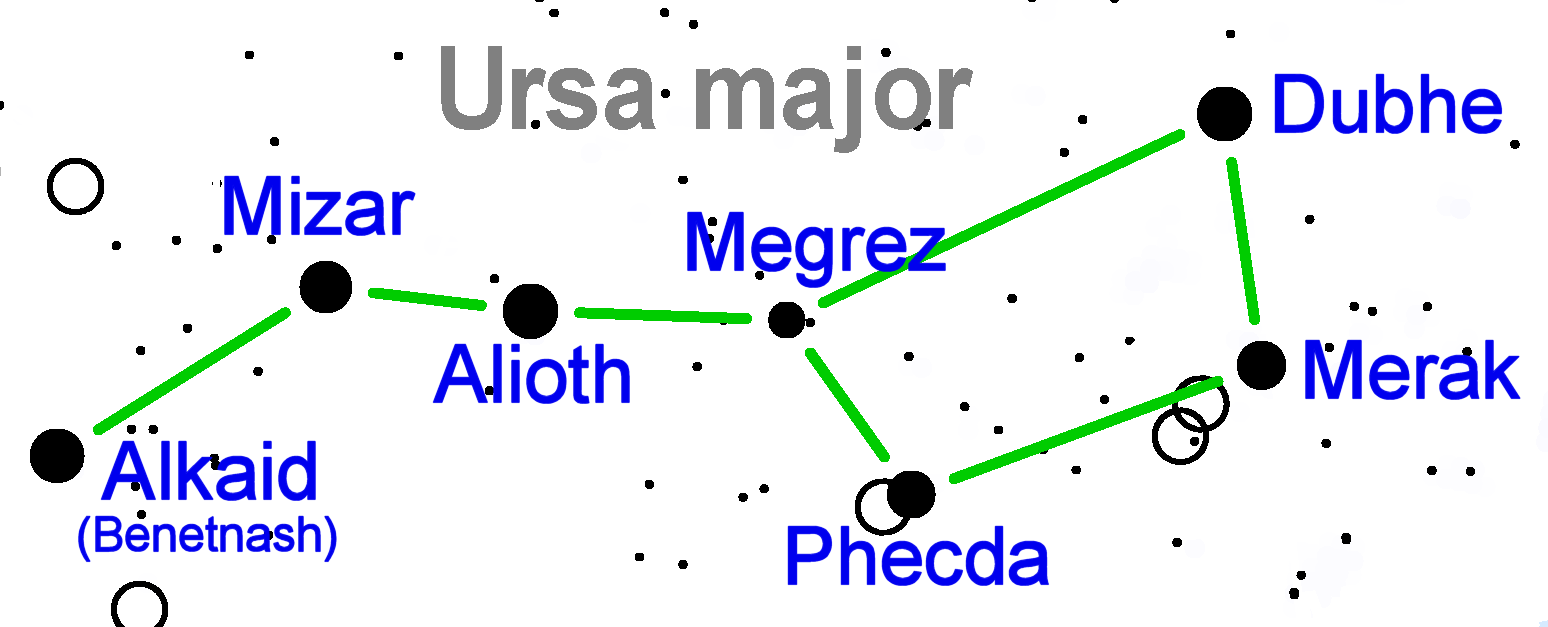
Las siete estrellas visibles a simple vista de la constelación de la Osa Mayor.

## El rey Bharata viaja al Pulaja-ásram
El rey Bharata, después de disfrutar de la vida material durante diez millones de años (varsha-aiuta sajasra: ‘años-diezmil mil’), repartió su reino entre sus hijos y viajó a Pulaja-ásrama, la eremita de Pulaja, en Jariduar.
En ese sitio se conseguían las piedras shalagram-shila (fósiles de amanita muscaria), que los hinduistas adoran como dioses.
El sitio también se llamaba pulastia-pulaja-ásrama
El Pulaja-ásrama también es conocido como Jari Ksetra.

## Pulaja como uno de los Siete Rishís
Según el Átharva-veda, el Átharva-veda-parisista, los textos pravara, las Leyes de Manu y el Majábharata, Pulaja era uno de los Siete Rishís (de la constelación de los siete cabritos, la Osa Mayor).
Los hinduistas creían que en esa constelación había solo siete estrellas. Sin embargo, con un telescopio pequeño pueden observarse 43 estrellas principales y unas 50 galaxias (cada una con cientos de millones de estrellas).
| Rishí    | Denominación de estrellas (Bayer) | Nombre tradicional |
| -------- | --------------------------------- | ------------------ |
| Kratu    | α UMa                             | Dubhe              |
| Pulaja   | β UMa                             | Merak              |
| Pulastia | γ UMa                             | Phekida            |
| Atri     | δ UMa                             | Megrez             |
| Ánguiras | ε UMa                             | Alioth             |
| Vásista  | ζ UMa                             | Mizar              |
| Marichi  | η UMa                             | Alkaid             |